# كريغ تومسون
كريغ ألكسندر تومسون (بالإنجليزية: Craig Alexander Thomson) (مواليد 20 يونيو 1972 في بيزلي) حكم كرة قدم اسكتلندي . بدأ مسيرته التحكيمية في سنة 1988 . قرر الاتحاد الدولي لكرة القدم اعتماده حكما دوليا في سنة 2003 .

## روابط خارجية
- كريغ تومسون على موقع Soccerway.com (الإنجليزية)